# Triteleia lugens
Triteleia lugens là một loài thực vật có hoa trong họ Măng tây. Loài này được Greene miêu tả khoa học đầu tiên năm 1886.

## Hình ảnh

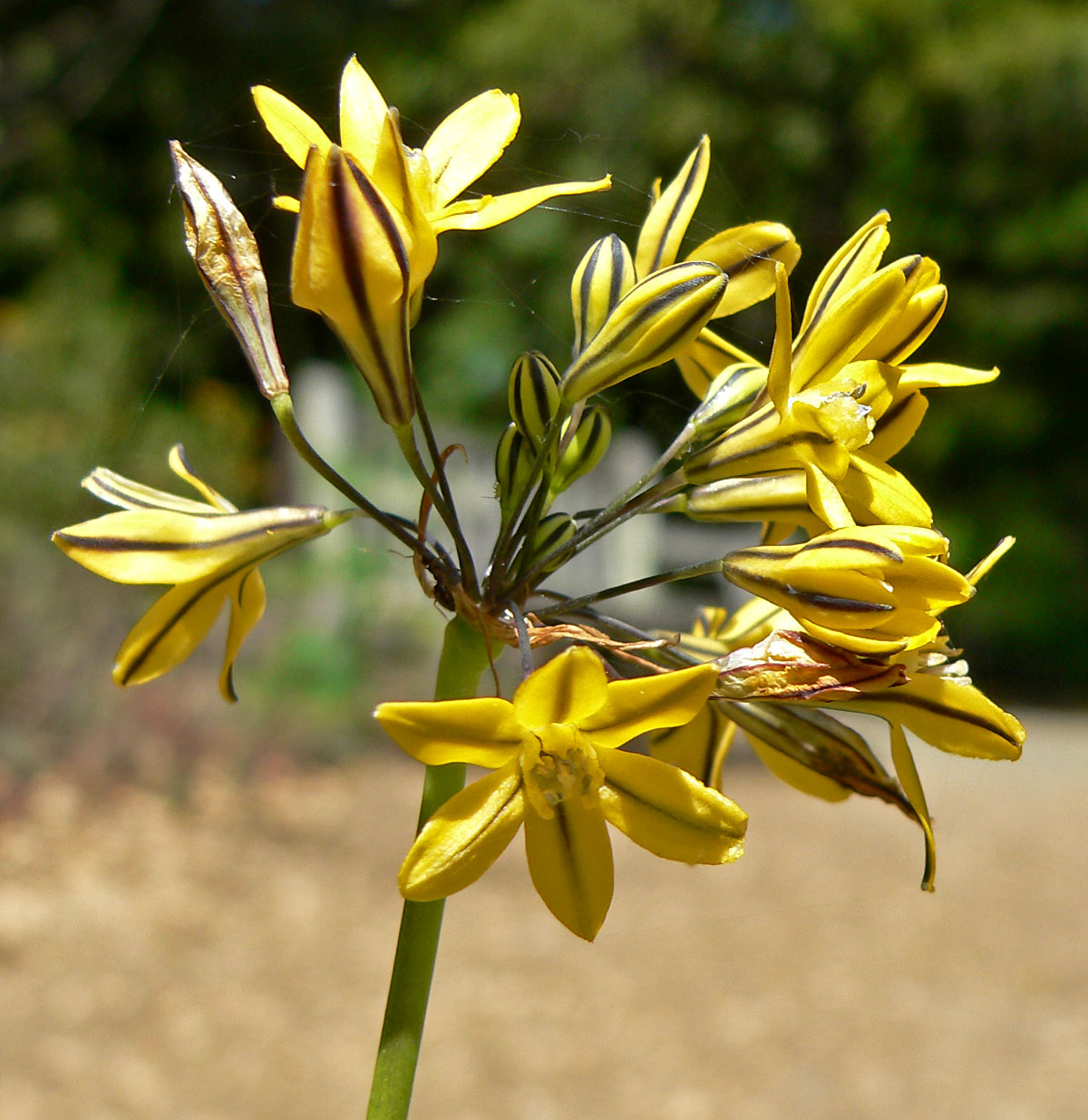
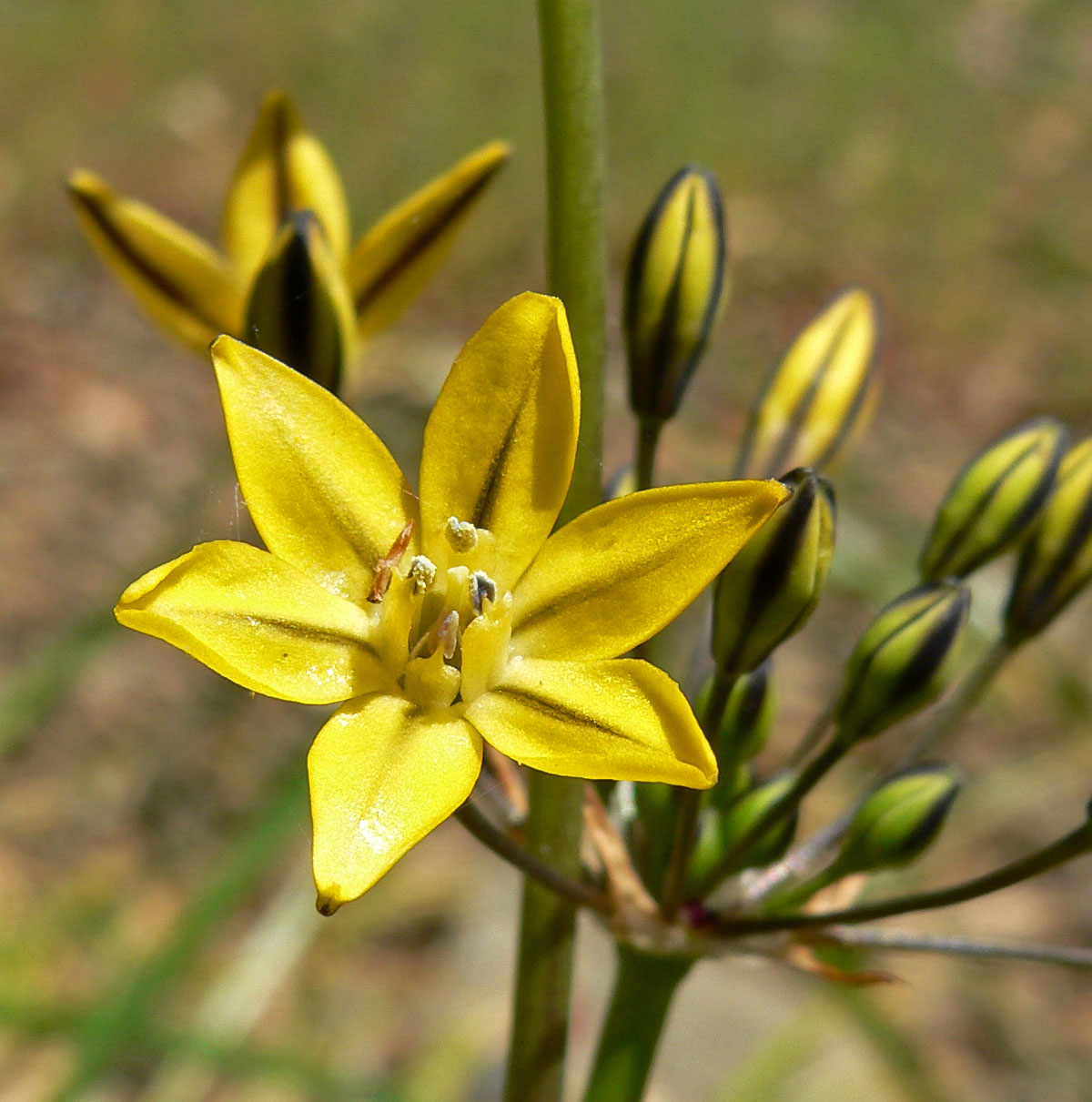
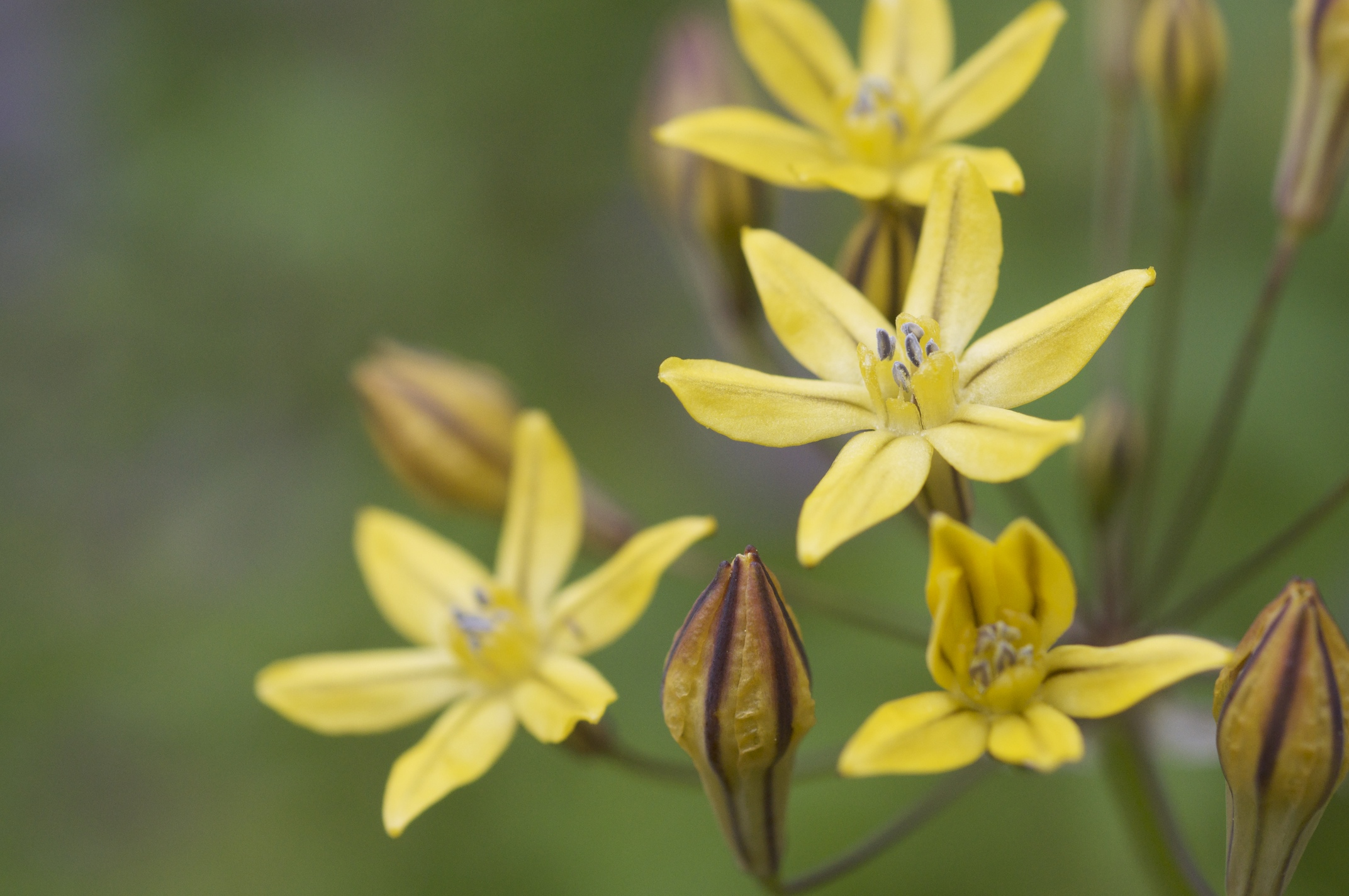